# Afrodita agachada de Rodas
Afrodita agachada de Rodas (en griego: Αφροδίτη της Ρόδου) también conocida como Afrodita de Rodas es una escultura de mármol de la diosa griega Afrodita que se encuentra en el Museo Arqueológico de Rodas en Rodas, Grecia. Representa a Afrodita en la postura de Afrodita agachada, en la que la diosa agacha la rodilla derecha cerca del suelo y gira la cabeza hacia la derecha. Hoy en día se considera uno de los emblemas más importantes de Rodas.

## Historia
Fue un hallazgo accidental, desenterrada en 1923 en el jardín de la villa del gobernador de Rodas, cuando la isla aún estaba bajo control italiano tras la anexión por Italia de las islas del Dodecaneso al Imperio otomano en 1912.

## Descripción
Las Afroditas agachadas se utilizaban a partir de la época helenística para adornar las casas de los ricos.
Este tipo de estatuas deriva en última instancia de un original griego perdido del siglo III a. C., que se atribuyó a un escultor llamado Dedalsas de Bitinia (una región del noroeste de Anatolia). Normalmente, una Afrodita  agachada mostrará a la diosa arrodillada después de bañarse, mirando a su derecha tras alarmarse, normalmente intentando ocultar su desnudez con las manos.  La Afrodita de Rodas muestra una variación única en la que la diosa, en lugar de intentar ocultar su forma con pudor, levanta su cabello con los dedos para secarlo, y mira al espectador mostrando abiertamente sus pechos.
Se trata de una escultura pequeña y elegante, muestra representativa del ritmo ligero, que floreció a finales de la época helenística y que convencionalmente se denomina "rococó helenístico". Afrodita de Rodas se conserva intacta con una superficie muy bien pulida, que da la impresión de porcelana. De acuerdo con el estilo de la época, no se muestran muchos detalles anatómicos.
Construida en torno al siglo II o I a. C., la estatua de mármol mide 49 cm de altura (aproximadamente medio tamaño natural), con una base adicional de 12 cm de altura (61 cm en total). La base, aunque antigua, probablemente no pertenecía originalmente a esta escultura, y el mármol blanco cristalino probablemente procedía de la isla de Paros. La estatua está casi intacta, a excepción de algunos desconchones en los mechones de pelo de la parte trasera, y algunas abrasiones en los dedos, especialmente en los del pie izquierdo. Esta figura finamente creada fue tallada en una sola pieza de mármol.